# Akilong Diabone
Akilong Diabone (ur. w 1955 w Oussouye) – senegalski judoka. Dwukrotny olimpijczyk. Zajął trzynaste miejsce w Moskwie 1980 i dziewiętnaste w Seulu 1988.
Uczestnik mistrzostw świata w 1981, 1983 i 1987. Wygrał igrzyska afrykańskie w 1987 roku.

## Letnie Igrzyska Olimpijskie 1980
| Konkurencja | Eliminacje           | Eliminacje             | Klas. końcowa |
| Konkurencja | 1/32                 | 1/16                   | Miejsce       |
| ----------- | -------------------- | ---------------------- | ------------- |
| 86 kg       | Mahmoud Saad (SYR) Z | Wálter Carmona (BRA) P | 13.           |

## Letnie Igrzyska Olimpijskie 1988
| Konkurencja | Eliminacje           | Eliminacje               | Klas. końcowa |
| Konkurencja | 1/32                 | 1/16                     | Miejsce       |
| ----------- | -------------------- | ------------------------ | ------------- |
| 86 kg       | Arnold Frick (LIE) Z | Charles Griffith (VEN) P | 19.           |